# 松風町停留場
松風町停留場（まつかぜちょうていりゅうじょう）は、北海道函館市松風町11番地先、12番地先にある、函館市企業局交通部（函館市電）の停留場である。駅番号はDY16。また、1992年3月31日までは東雲線も接続していた。

## 歴史

### 年表
- 1913年（大正2年）10月30日 - 大門前停留場（だいもんまえ-）として開業。
- 1945年（昭和20年）以降 - 松風町停留場と改称[2]。
- 1992年（平成4年）4月1日 - 東雲線廃止[2]。
- 2017年（平成29年）9月9日 - 停留場改築工事開始[3]、同年11月28日完成、供用開始[4]。
  - 改築工事期間中は、復線ホーム（湯の川方面）は約60m北側（新川町側）の交差点手前に仮設ホームを設けて乗降車を行っていた。従来の往線ホーム（谷地頭・函館どつく前方面）は工事期間中もそのまま使用されていたが、新ホームの供用にともなって解体・撤去された。

## 構造

### 2017年改築以前
- 往線・復線ホーム共にホーム上屋が設置されている2面2線の相対式ホームとなっていた。
- 往線側（函館駅前停留場側）は停車位置が前後2箇所に分かれ、次の運用が行われていたので全体として停車時間が長くなっていた。
  - 乗客の乗降時には写真中の手前側に見える停止位置に停車する。
  - 乗降終了後に電車専用信号を操作するため、電車を写真中の奥側の停車位置に移動させる。これによって架線に取り付けられたトロリーコンタクターをパンタグラフが通過することで起動し、信号操作が行われる。
- 横断歩道はホームの南側にあり、往線・復線ともに歩道とホーム間はここを通って行き来していた。線路は停留場南側の交差点で右に曲がる。
- ホーム北側の約60m[5]離れた交差点までラバーポール（ガイドポスト）により車道と軌道敷が分離され、センターリザベーション化されていた。

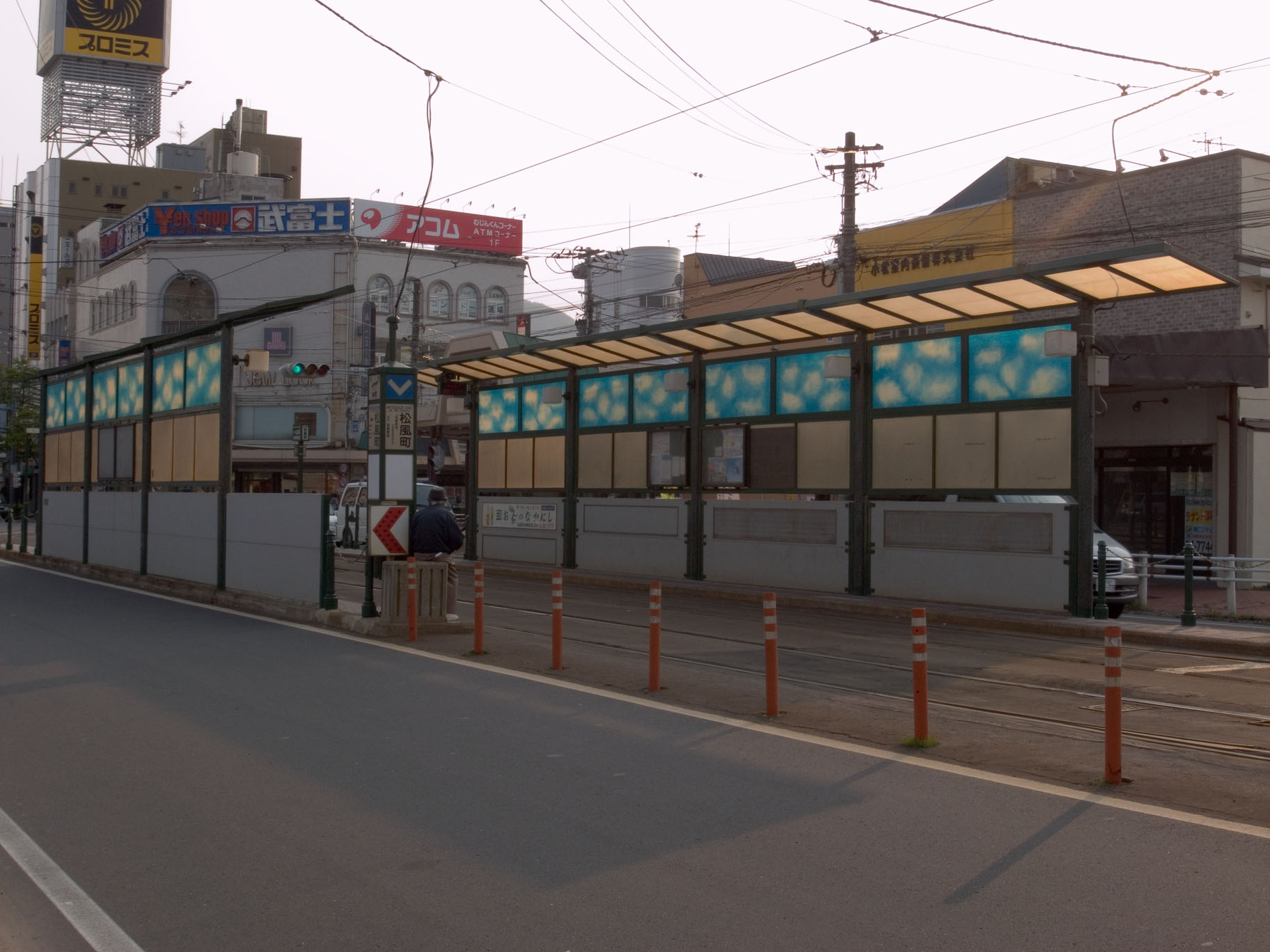
松風町停留場（2009年5月）
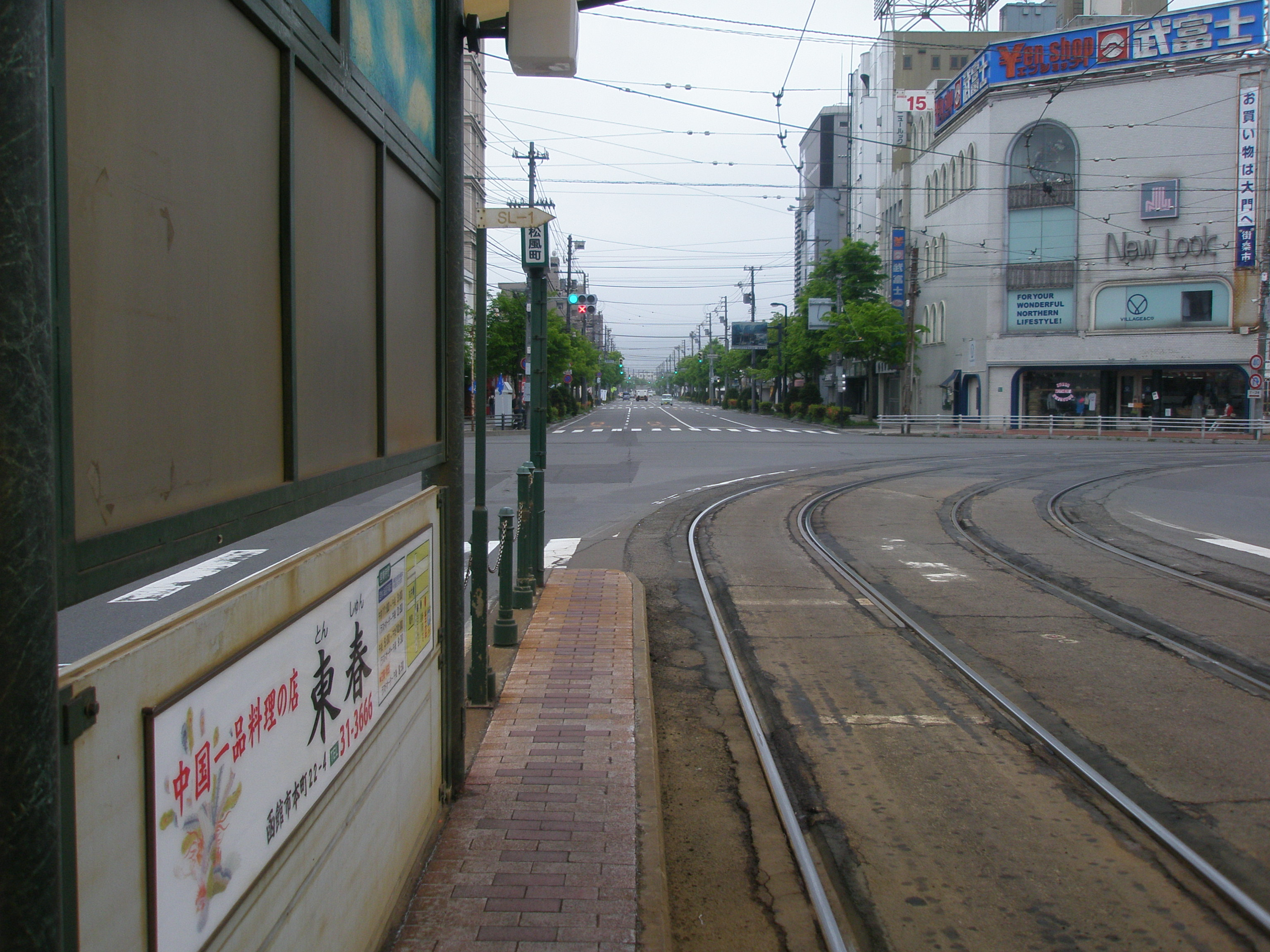
松風町停留場の、旅客乗降用（手前）と信号操作用（奥）の2つの停止位置の状況。手前の停止位置付近には「SL-1」と書かれた標識がある。（2017年5月撮影）
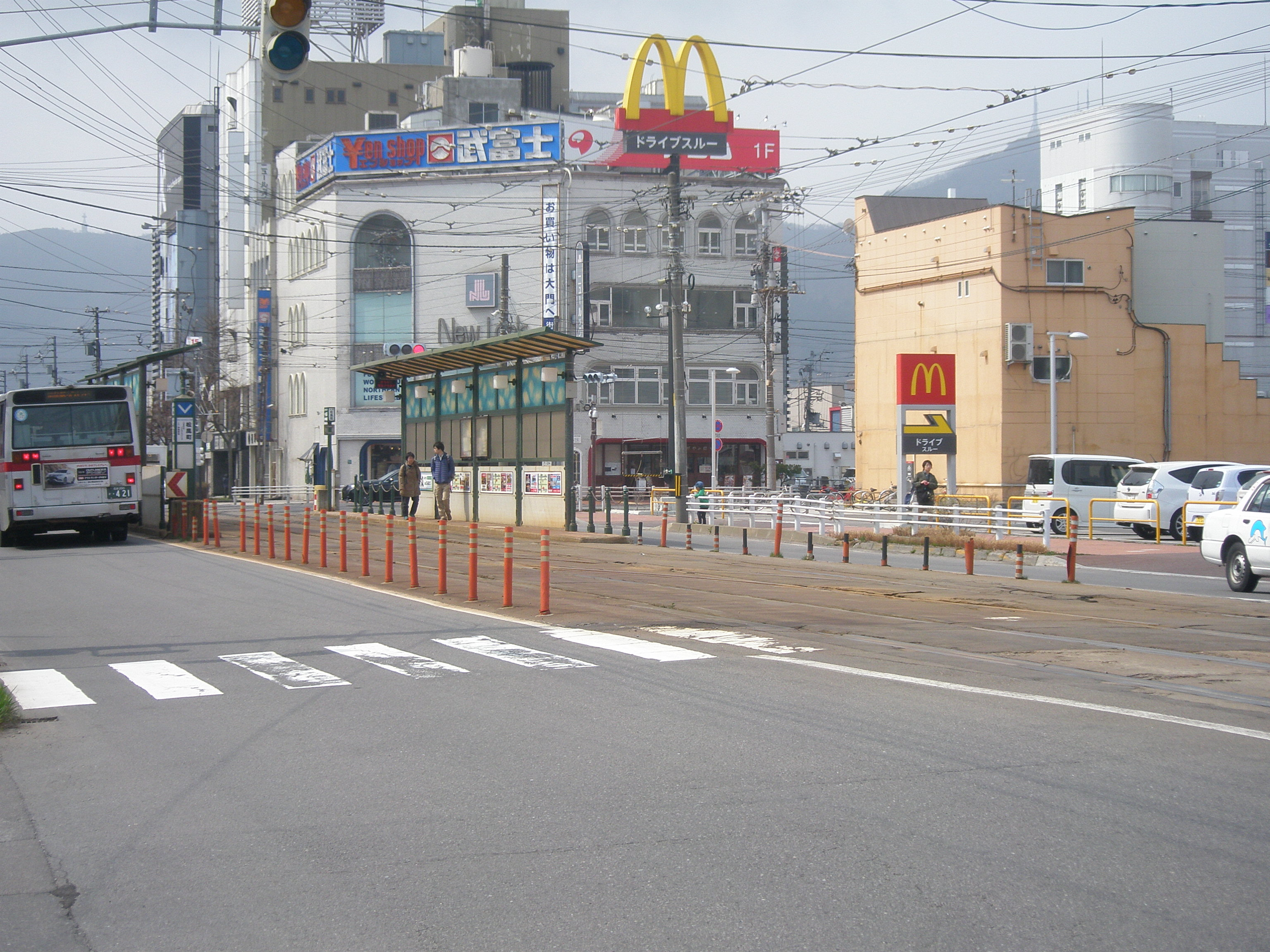
松風町停留場北側・ラバーポール（ガイドポスト）によるセンターリザベーションの状況（2017年4月撮影）

### 2017年改築以降
- 2017年に行われた改築工事によって往線側ホームが約60m[5]北側（新川町側）に移設され、2面2線の千鳥式ホームとなり、両ホームとも中央病院前停留場と同様の、次の構造となった[4]。
  1. 上屋・防風板を設置
  2. 有効幅員を1.5メートルに拡幅、 手摺り・腰掛け・スロープを設置するなどバリアフリー基準に対応
  3. 大型案内掲示板設置
  4. 照明灯のLED化
  5. スロープ部へのロードヒーティング設置など

乗車位置には、上屋部分にピクトグラムを使った乗り場の案内表示板と、ホーム路面上に案内表示が設置されている。路面上の表示には整列をうながす表記も書かれている。
降車位置の路面上には、下りてからの順路を示す表示が描かれている。
- 歩道とホームの行き来は、往線はホーム北側交差点（新川町側）、複線はホーム南側交差点（函館駅前側）の横断歩道を使って行う。
- 往線ホームの移設によって停車位置がホームと南側交差点の手前とに分離され、別々の停車時間となった。なお、南側交差点手前の信号の運用は従来と同じである。
- 現在の往線ホームと復線ホームの間に渡り線があるが、ポイントのトングレールにスプリングが装着されていないため、脱線の危険がある事から、事故・故障の発生時や、函館港まつりなどの際の交通規制時にともなう折り返し運転といった特別な事情がない限り、通常はほとんど使われていない[要出典]。
- 旧往線ホームと仮設復線ホームの撤去後は、往線ホーム南側の約60m先[5]の交差点、及び復線ホーム北側の約60m先[5]の交差点までラバーポール（ガイドポスト）により車道と軌道敷が分離され、センターリザベーション化されている。
- 旧往線ホームが撤去された事によって往線ホーム南側の道路部分が拡幅された事から、右折車両の待機にともなう滞留状況がかなり改善されている[要出典]。

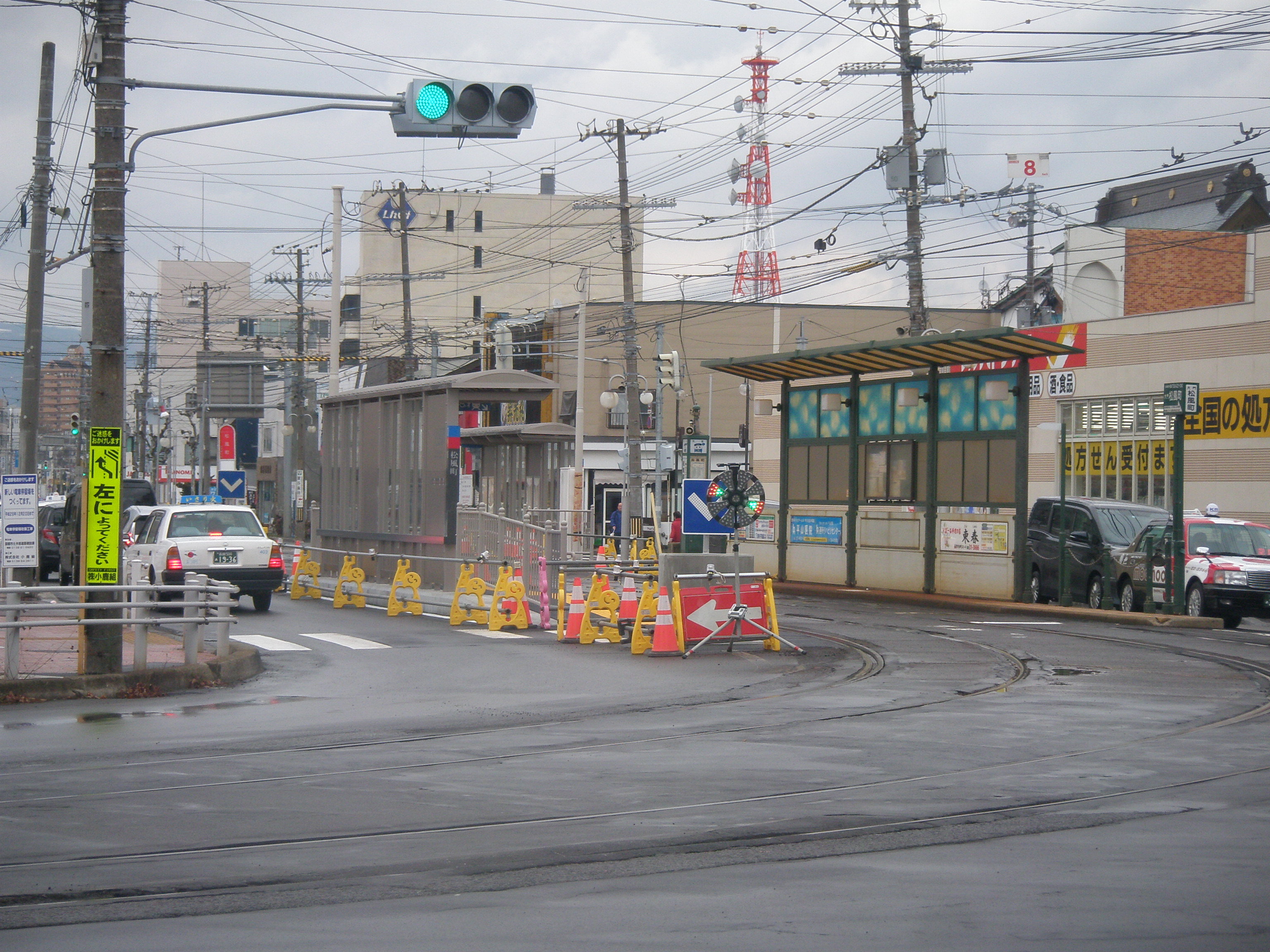
新築工事中の復線ホーム（左側)、撤去前の往線ホーム（右手前）、新築工事中の往線ホーム（右奥）（2017年11月23日撮影）
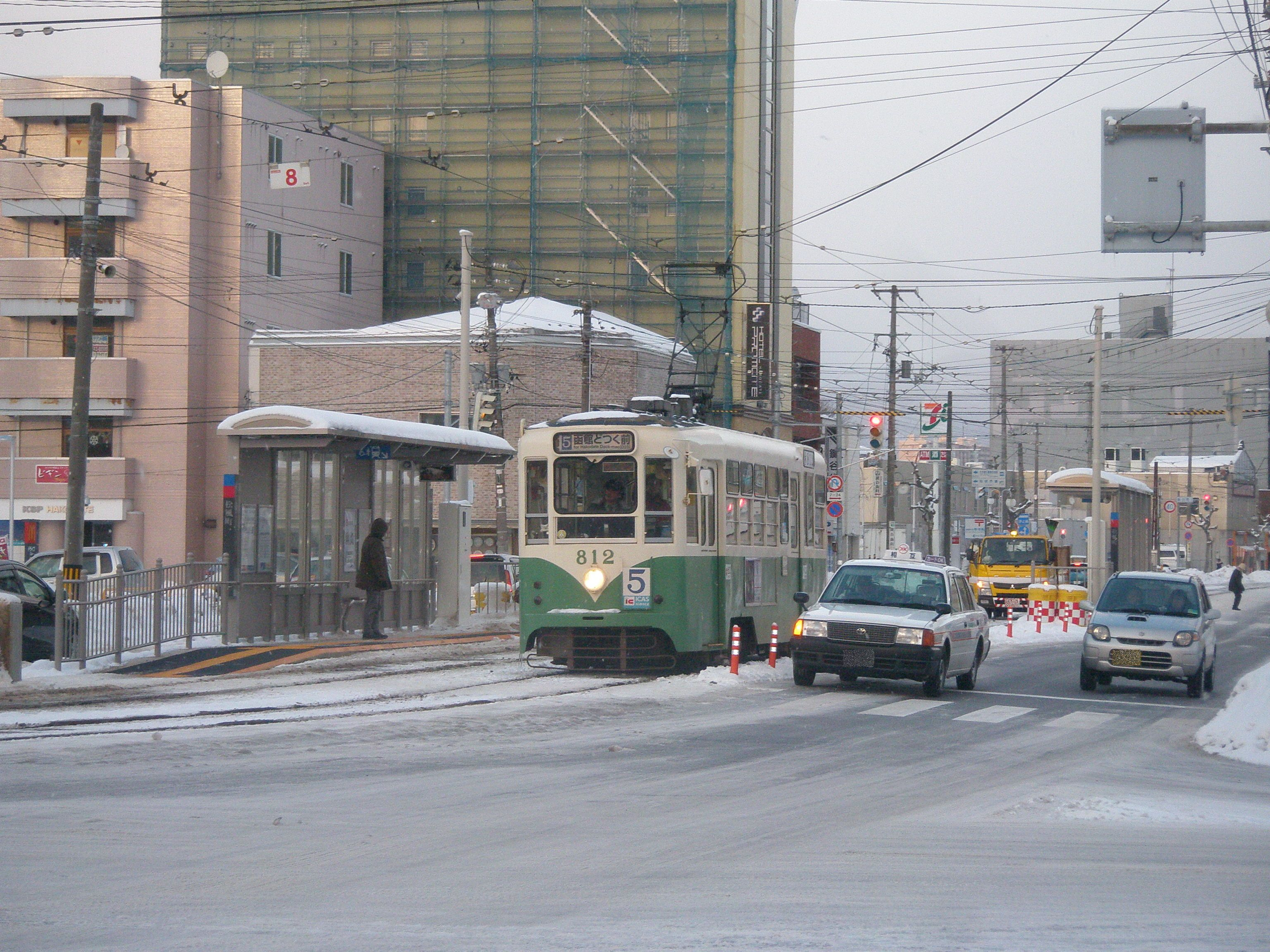
松風町停留場・全景（2017年12月20日撮影）
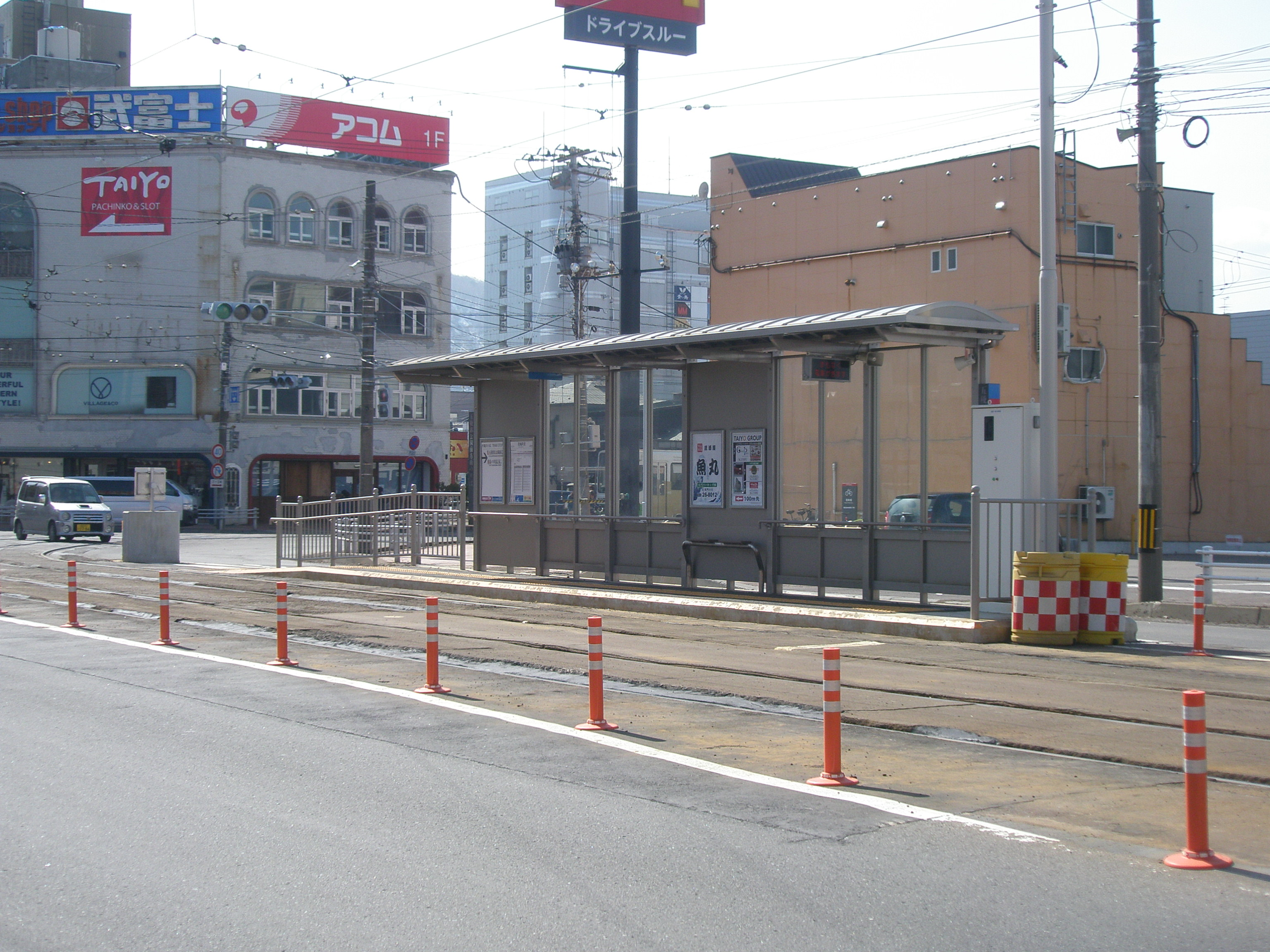
復線ホーム全景（線路側から、2018年3月24日撮影）
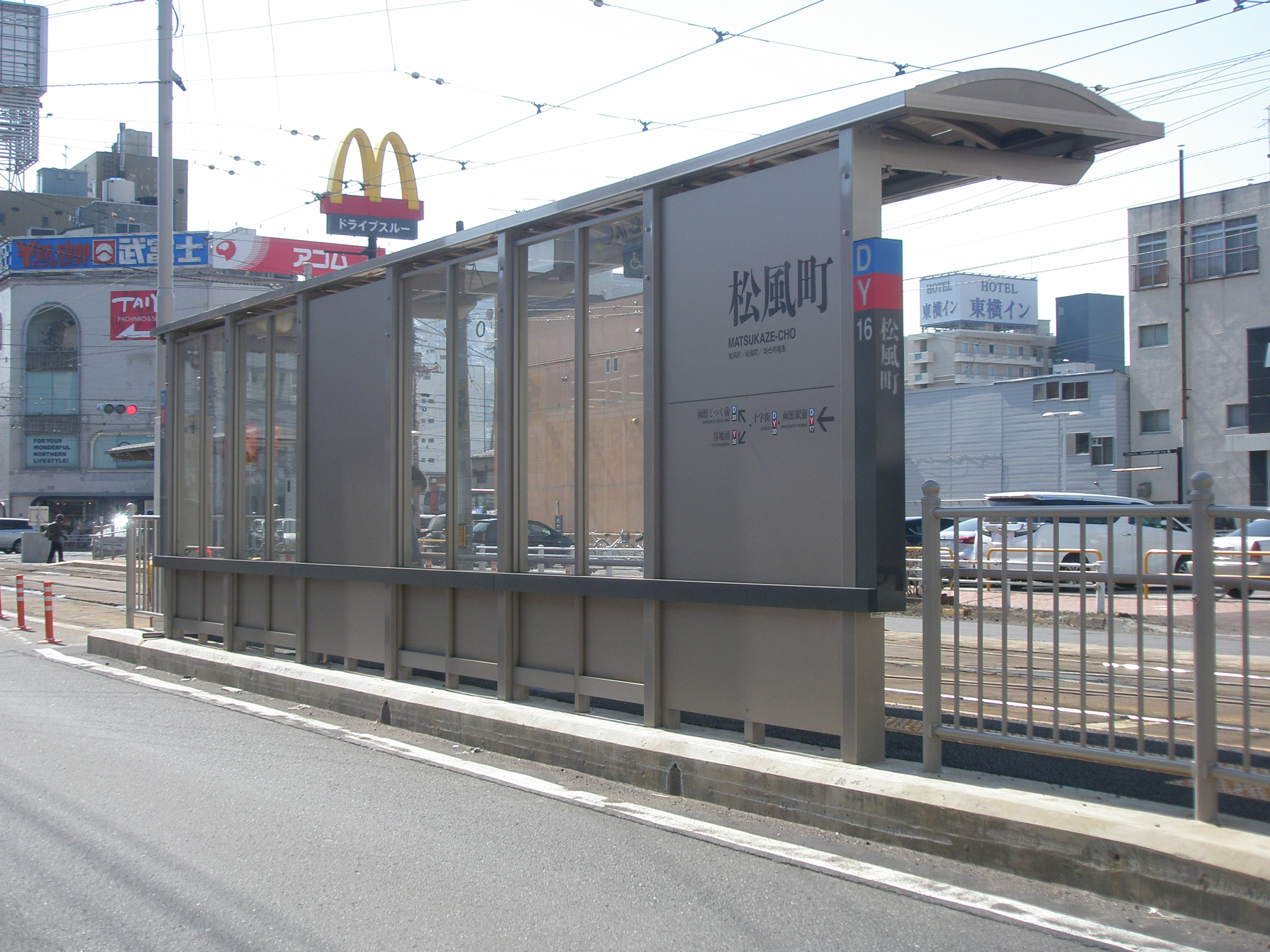
往線ホーム上屋 上屋の道路側には停留場名と次の停留場名、方面が表示される（2018年3月24日撮影）
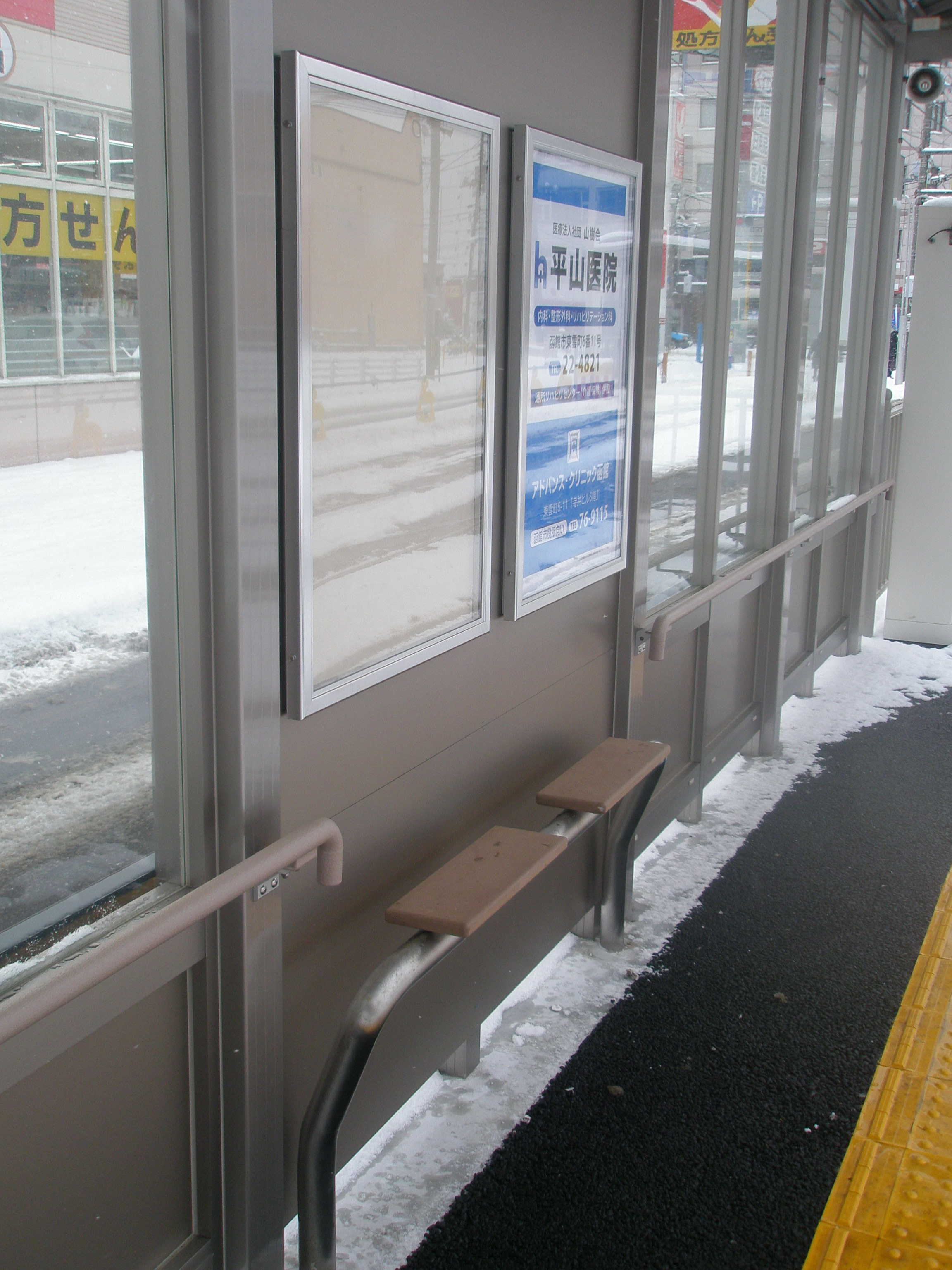
上屋に設置された腰掛け（2017年12月2日撮影）
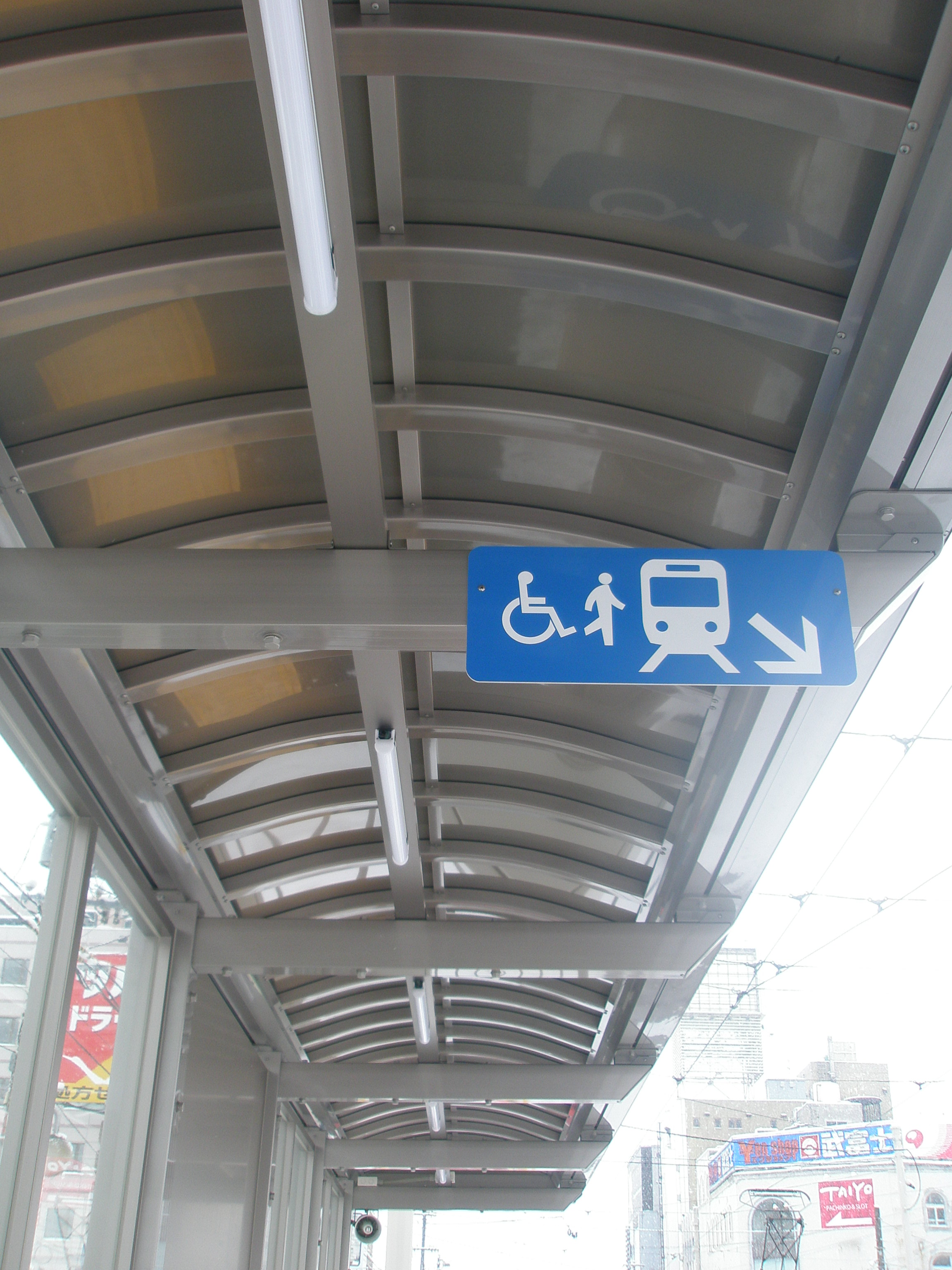
上屋に設置のLED照明と乗り場を示す表示板（2017年12月2日撮影）
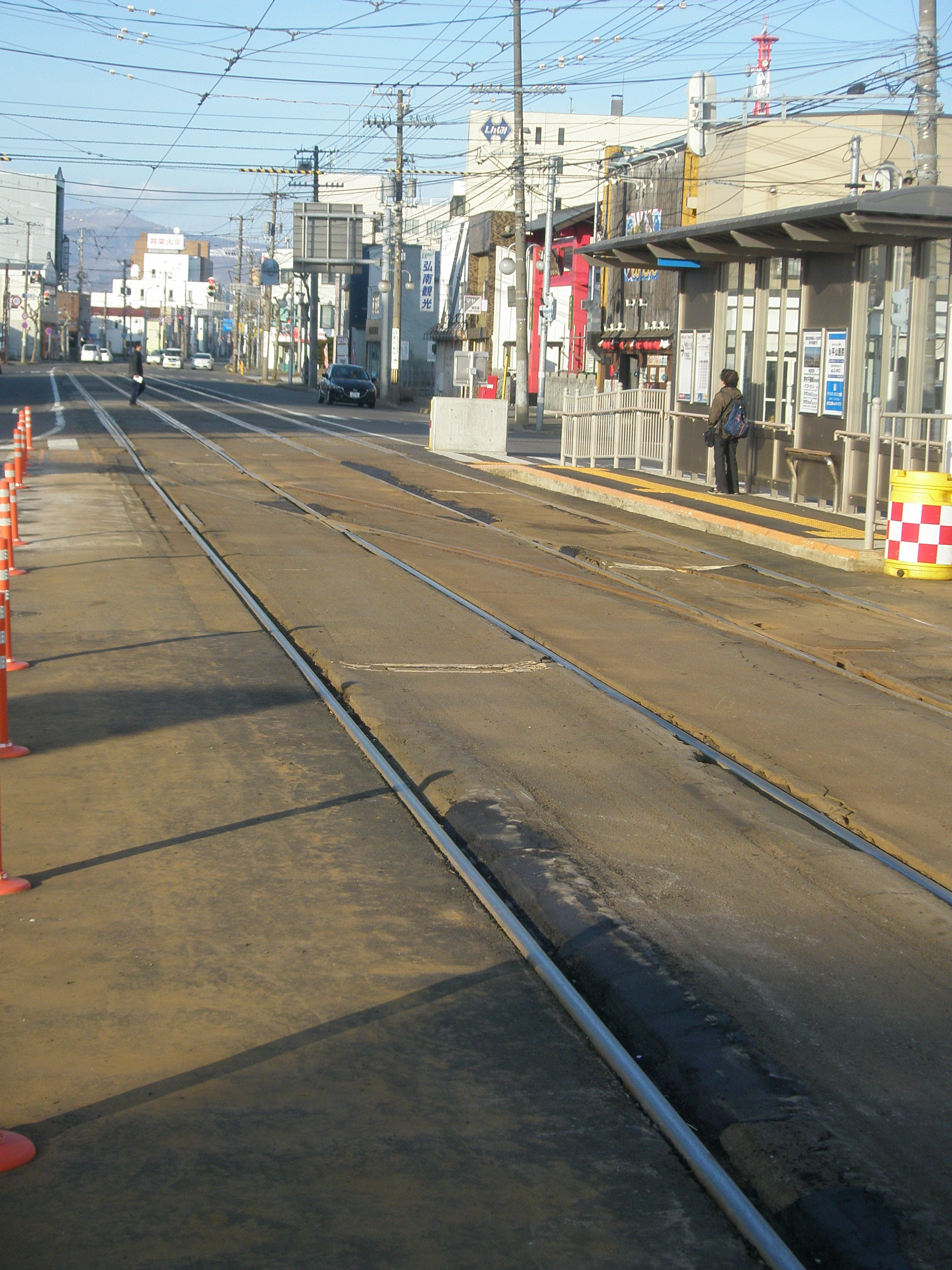
松風町停留所内に設置の渡り線（2018年3月24日撮影）

## 電車接近表示機
復線ホームには電車接近表示機が設置されている。
電車接近表示機は、電車が函館駅前を出発すると、表示灯が点滅すると同時に、スピーカーから「はこだて賛歌」のイントロをアレンジしたメロディーが流れてから「いつも電車をご利用頂きありがとうございます。電車は一つ前の電停を出ました。まもなく参ります。どうぞご利用下さい。」と3回アナウンスされる。
電車接近表示機自体の構造は変わらないが、改築にともなって表示灯本体カバーとスピーカーが新しいものに更新された。

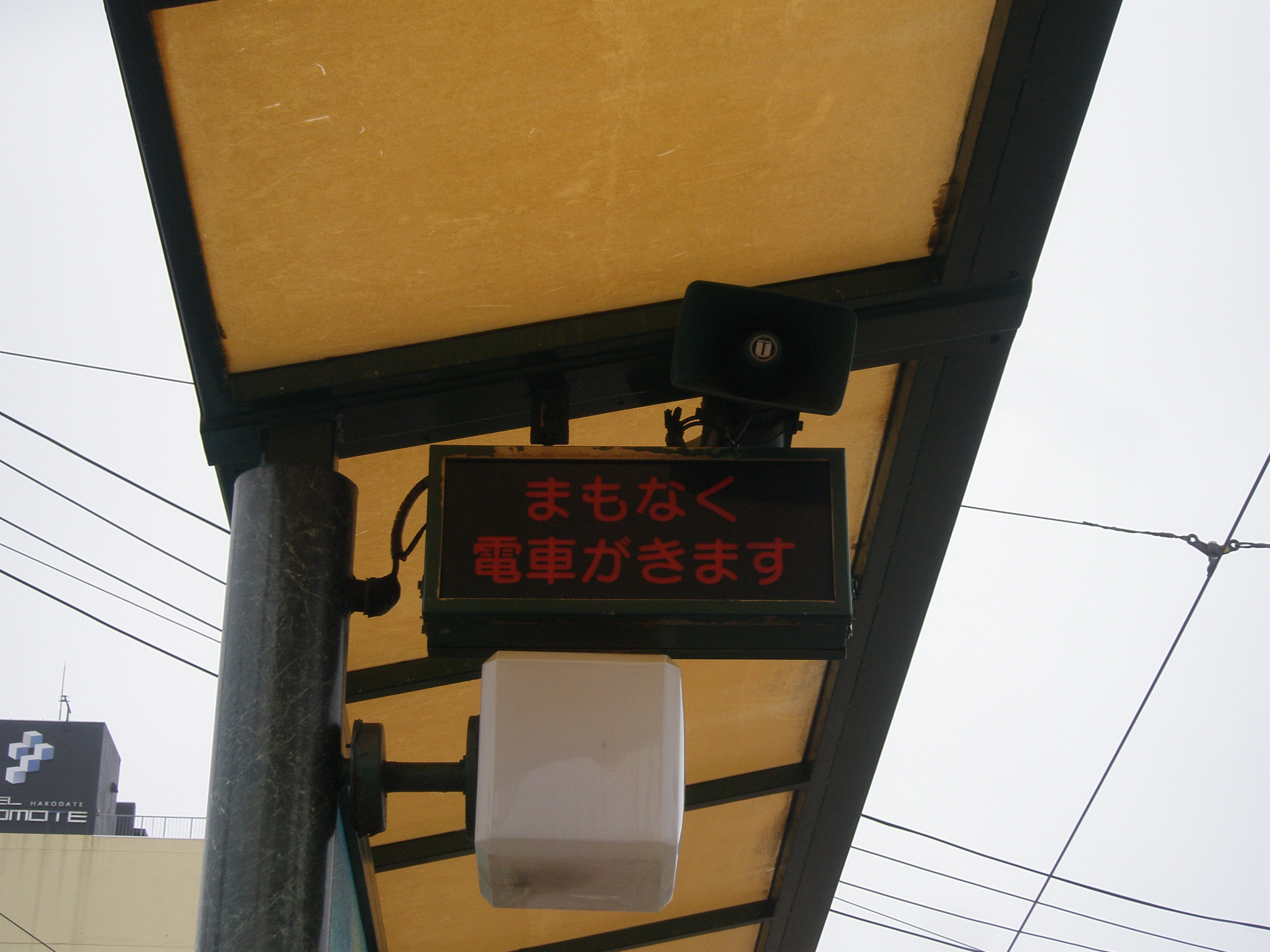
改築前の松風町停留場・復線ホームに設置の電車接近表示機（2017年5月撮影）
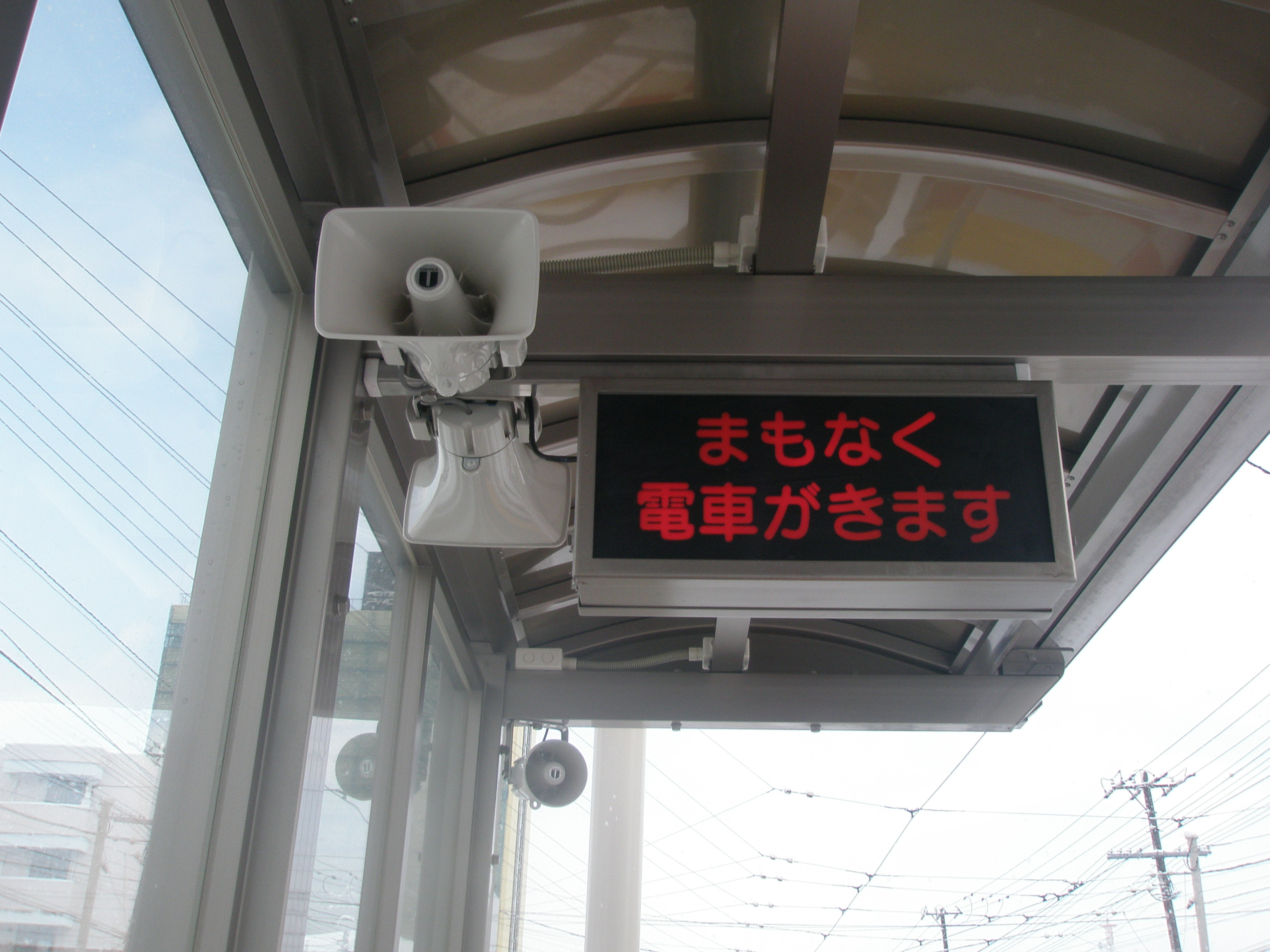
改築後の松風町停留場・復線ホームに設置の電車接近表示機（2017年12月2日撮影）

## 乗降客数
2010年から2015年は『「はこだてグリーンプラザ」整備基本計画 函館市 2017年 p.4』より
- 2010年（平成22年）：818人
- 2011年（平成23年）：782人
- 2012年（平成24年）：885人
- 2013年（平成25年）：996人
- 2014年（平成26年）：951人
- 2015年（平成27年）：1,070人

## 周辺
- 北海道道83号函館南茅部線
- 国道278号
- 函館西警察署大森交番
- 渡島信用金庫函館支店
- サテライト松風（函館競輪場外車券場）
- シネマ太陽函館
- スーパーホテル函館
- BBHホテルグループ ホテル函館ロイヤル - 市電1日乗車券と市電函館バス1日乗車券の委託販売店でもある[7]
- マクドナルド函館松風店
- ツルハドラッグ函館松風店
- セイコーマート函館松風店
- ファミリーマート函館東雲店
- 函館バス「松風町」「松風町・グループホームそよかぜ前」停留所[8][9]
- 函館タクシー（函館帝産バス）、北海道バス「大森町」停留所[10]

## 隣の停留場
函館市企業局交通部
湯の川線
新川町停留場 (DY15) - 松風町停留場 (DY16)
大森線
松風町停留場 (DY16) - 函館駅前停留場 (DY17)

### 廃止路線
函館市交通局
東雲線（1992年4月1日廃止）
労働会館前停留場 - 松風町停留場

## その他
トミーテックのキャラクターコンテンツ、鉄道むすめの松風かれん（運転士）の「松風」は当停留場名より採られた。